# William G. Crosby
William George Crosby, född 10 september 1805 i Belfast, Massachusetts (i nuvarande Maine), död 21 mars 1881 i Belfast, Maine, var en amerikansk politiker (whig). Han var Maines guvernör 1853–1855.
Strax innan han fyllde 18 år utexaminerades Crosby från Bowdoin College. Han studerade sedan juridik och inledde 1828 sin karriär som advokat i Belfast. År 1838 kandiderade han utan framgång till USA:s kongress och deltog 1840 i William Henry Harrisons presidentvalskampanj. År 1844 var han delegat till whigpartiets konvent.
Crosby efterträdde 1853 John Hubbard som guvernör och efterträddes 1855 av Anson Morrill.